# Domenico Anderson
Pour les articles homonymes, voir Anderson.
Domenico Anderson, né en 1854 à Rome et mort 1er janvier 1938 dans la même ville, est un photographe italien d'origine britannique.

## Biographie
Fils du photographe britannique James Anderson (1813-1877), l'un des pionniers de la photographie à Rome, Domenico Anderson poursuit l'activité de son père avec succès et établit son atelier au numéro 7 de la Via Salaria. Il entreprend des campagnes photographiques dans toute l'Italie et produit une documentation précieuse sur le patrimoine historique et artistique du pays et ainsi que sur les paysages. Il voyage également à l'étranger, notamment en Espagne et en Angleterre.
Ses fils Alessandro, Giorgio et Guglielmo poursuivent l'œuvre de leur père jusqu'en 1963, date à laquelle l'ensemble des archives, composées de plus de 30 000 négatifs sur plaques de verre, rejoignent la collection Fratelli Alinari à Florence.

## Collections
- Fratelli Alinari[1].

## Photographies

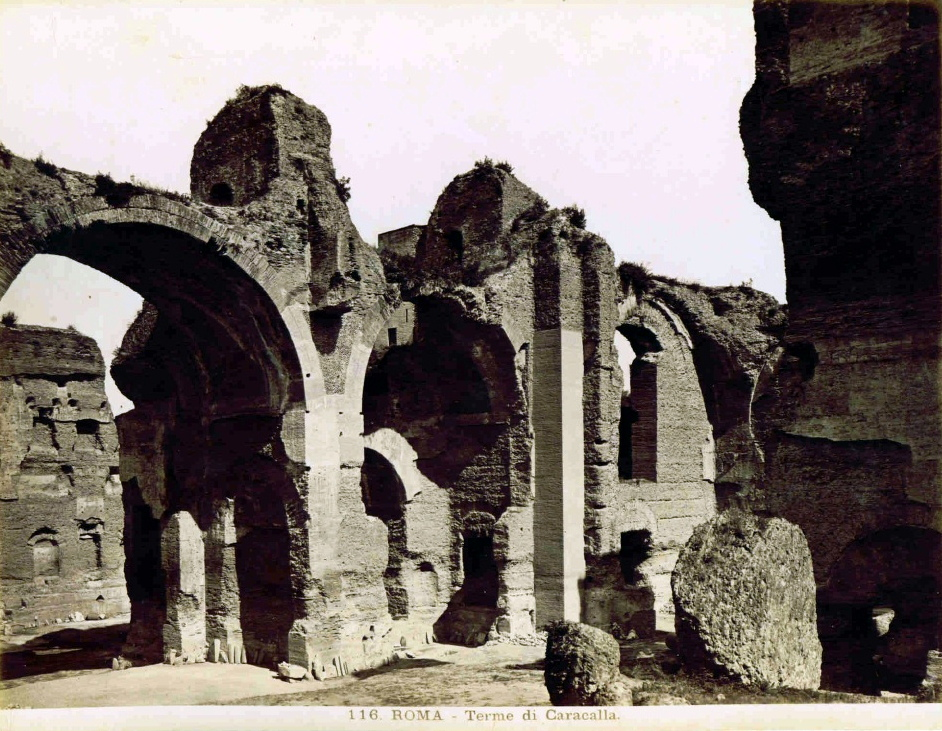
Ruines des thermes de Caracalla à Rome.
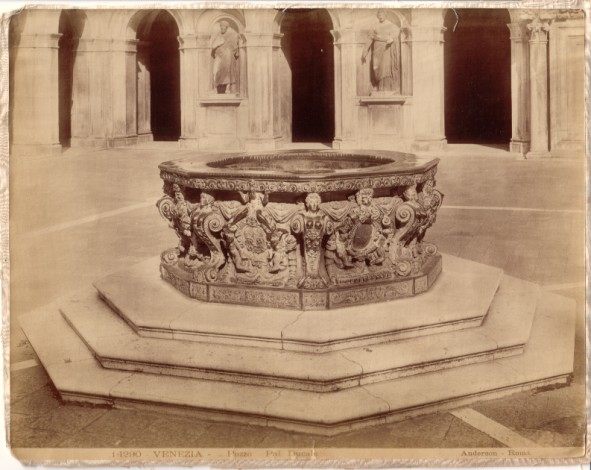
Puits du palais des Doges à Venise.
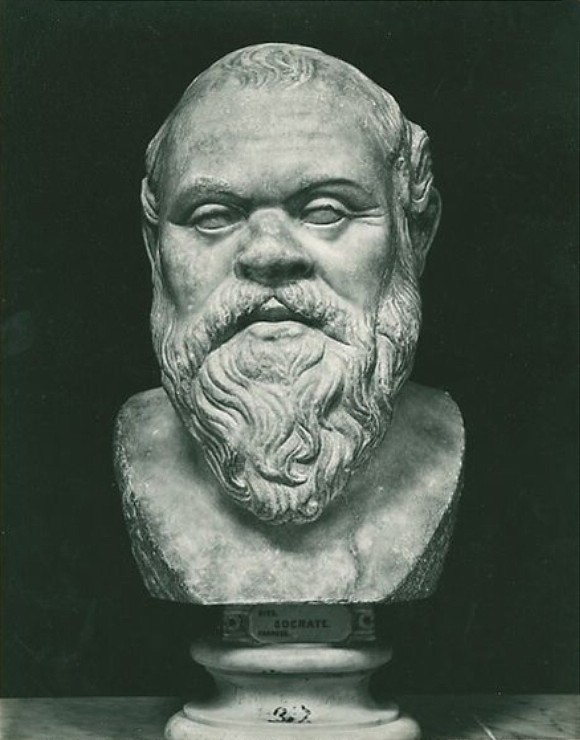
Buste de Socrate, Musée archéologique national de Naples.
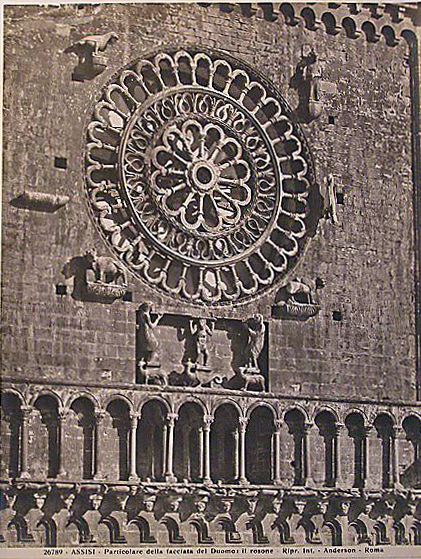
Détail de la façade de la Basilique Saint-François d' Assise.
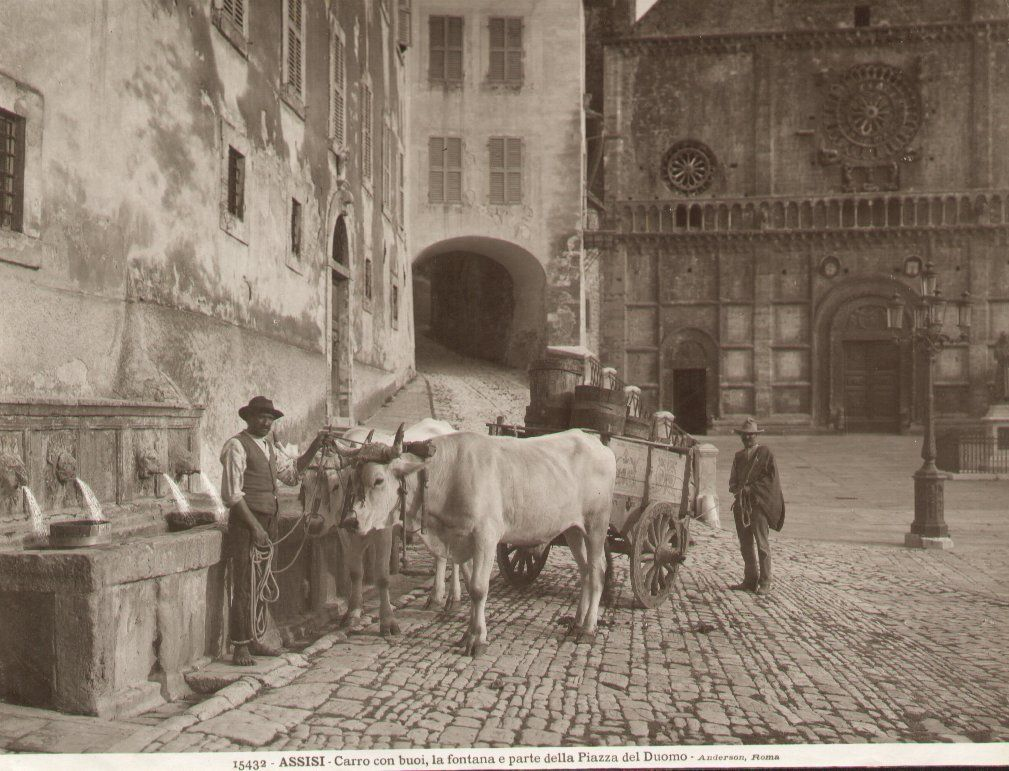
Charette attelée de boeufs devant une fontaine sur la place de la basilique Saint-François d'Assise.
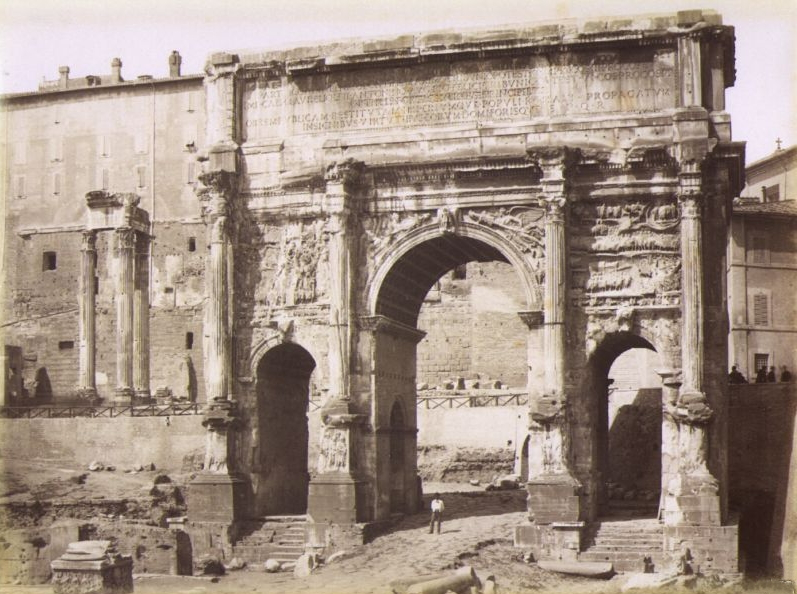
L'Arc de Septime Sévère à Rome.
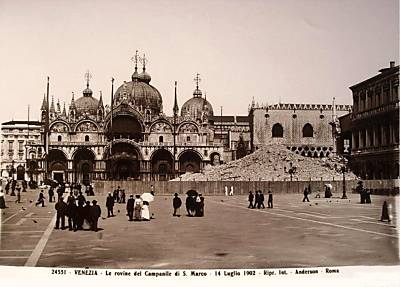
Les ruines du campanile de Saint-Marc à Venise, 14 juillet 1902.
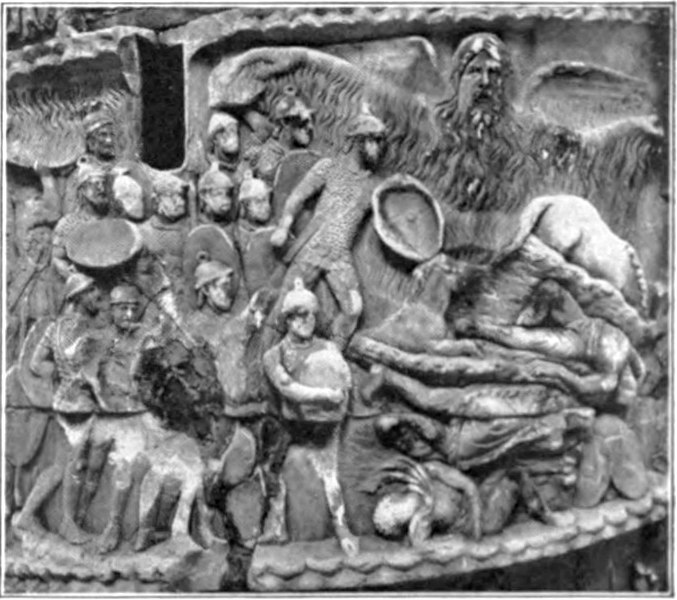
Détail de la Colonne d'Antonin le Pieux à Rome, photographie publiée dans l'Encyclopædia Britannica, article "Roman Art", 1911, vol. 23, p. 480, planche IV, fig. 24.
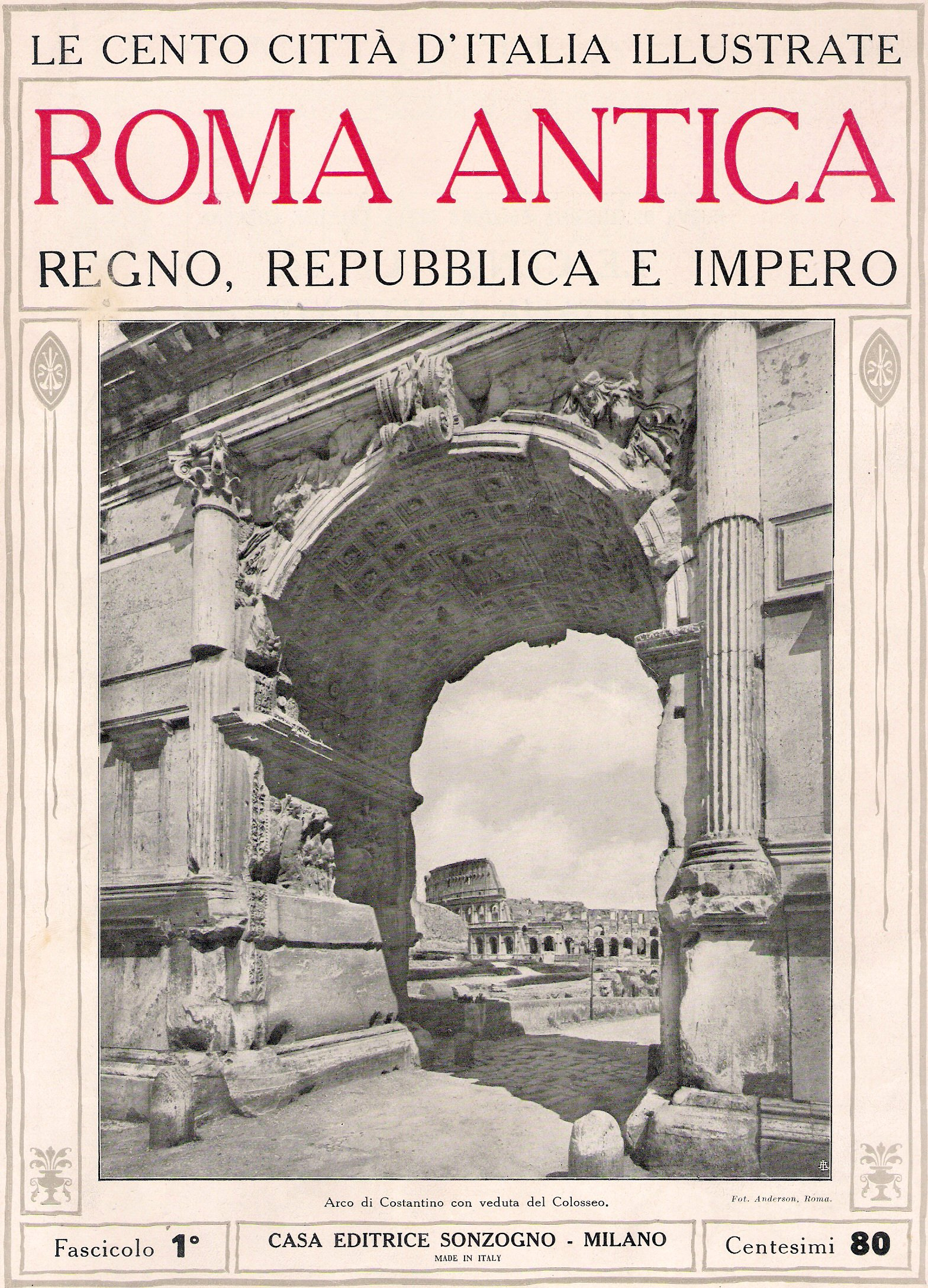
L'Arc de Constantin, en couverture Roma antica, premier fascicule de la collection Le cento città d'Italia illustrate (it)" en 1924.